# Холевичи
Холевичи — деревня в Новозыбковском городском округе Брянской области.

## География
Находится в западной части Брянской области на расстоянии приблизительно 13 км на север по прямой от районного центра города Новозыбков.

## История
Известна с начала XVIII века. В 1859 году здесь (деревня Сурожского уезда Черниговской губернии) было учтено 70 дворов, в 1892—109. До 2019 года была административным центром Халеевичского сельского поселения Новозыбковского района до их упразднения.

## Население
| 2010 | 2013 |
| ---- | ---- |
| 453  | ↘410 |

### Историческая численность населения
Численность населения: 301 человек (1859), 419 (1892), 472 человека в 2002 году (русские 98 %), 453 в 2010.

## Известные уроженцы, жители
В деревне жил до своей кончины Халявин, Сергей Яковлевич (1912—1971) — советский хозяйственный деятель, Герой Социалистического Труда.